# 15851 Chrisfleming
15851 Chrisfleming (1996 AD10) là một tiểu hành tinh vành đai chính được phát hiện ngày 13 tháng 1 năm 1996, bởi Spacewatch ở Kitt Peak.